# نشاط المخابرات الصينية في الخارج
تعمل الحكومة الصينية على التجسس الخارجي، متبعة وسائل متنوعة مثل عن طريق وزارة أمن الدولة، وإدارة عمل الجبهة المتحدة، وجيش التحرير الشعبي. كما إنها تستخدم مجموعة متنوعة من التكتيكات بما في ذلك التجسس الإلكتروني للوصول إلى المعلومات الحساسة عن بعد، ذكاء الإشارة، والذكاء الإلكتروني، والعملاء البشريون. وتشارك الصين أيضاً في عمليات تجسس صناعية تهدف إلى جمع المعلومات لدعم اقتصادها، وكذلك مراقبة المنشقين في الخارج مثل مؤيدي حركة استقلال التبت، الأويغور، فالون غونغ، ونشطاء الديمقراطية.

## طريقة العمل
يُعتقد أن التجسس الصيني يهدف إلى الحفاظ على الأمن القومي للصين من خلال الحصول على أسرار تجارية وتكنولوجية وعسكرية. من المعتقد بشكل عام أن وكالات الاستخبارات الصينية تعمل بشكل مختلف عن منظمات التجسس الأخرى من خلال توظيف أكاديميين أو طلاب في المقام الأول سيكونون في بلدهم المضيف لفترة قصيرة فقط، بدلاً من قضاء سنوات في زراعة قليل من المصادر رفيعة المستوى أو عملاء مزدوجون. الكثير من المعلومات حول أجهزة المخابرات الصينية تأتي من المنشقين الذين تتهمهم جمهورية الصين الشعبية بالكذب للترويج لجدول أعمال مناهض لجمهورية الصين الشعبية. أحد الاستثناءات المعروفة لهذه القاعدة هي حالة كاترينا ليونج، التي اتهمت ببدء علاقة غرامية مع أحد عملاء مكتب التحقيقات الفيدرالي للحصول على وثائق حساسة منه. رفض قاضٍ أمريكي جميع التهم الموجهة إليها بسبب سوء سلوك الادعاء.
تعتقد الولايات المتحدة أن الجيش الصيني قام بتطوير تكنولوجيا الشبكات في السنوات الأخيرة من أجل القيام بالتجسس على دول أخرى. اشتبه بتورط الصين بحالات اقتحام الحواسيب في العديد من البلدان بما في ذلك أستراليا ونيوزيلندا وكندا وفرنسا وألمانيا وهولندا والمملكة المتحدة والهند والولايات المتحدة.
في عام 2009، يقول باحثون كنديون إنهم وجدوا أدلة على أن المتسللين الصينيين قد تمكنوا من الوصول إلى أجهزة الكمبيوتر التي تملكها الحكومة والمؤسسات الخاصة في 103 دول، رغم أن الباحثين يقولون إنه لا يوجد دليل قاطع على أن حكومة الصين كانت وراء ذلك. نفت بكين أيضاً تورطها. وقال الباحثون إن أجهزة الكمبيوتر التي اخترقت تشمل تلك من الدالاي لاما والتيبت المنفيين.

## نشاط الاستخبارات في جميع أنحاء العالم

### أفريقيا

#### إثيوبيا
في يناير 2018، ذكرت لوموند في تقرر لها أن مقر الاتحاد الأفريقي، الذي تم بناؤه من قبل شركة هندسة البناء الحكومية الصينية، تعرضت أنظمة الحواسيب الخاصة بها للفضح بين عامي 2012 و2017، مع إرسال بيانات من خوادم الاتحاد الأفريقي إلى شنغهاي. أزيل بعد ذلك نظام الكمبيوتر في المبنى ورفض الاتحاد الأفريقي عرضاً صينياً لتصميم نظام الاستبدال. زعمت لوموند أن الاتحاد الأفريقي قام بعد ذلك بالتستر على الاختراق لحماية المصالح الصينية في القارة.
وقد رفضت الصين والاتحاد الأفريقي هذه المزاعم. رفض رئيس الوزراء الإثيوبي هيليمريم ديسالين تقرير وسائل الإعلام الفرنسية، قائلاً إنه لا يصدق ذلك.  موسى فكي محمد، رئيس مفوضية الاتحاد الأفريقي، قال إن المزاعم الواردة في تقرير لوموند خاطئة. «هذه مزاعم خاطئة تماماً وأعتقد أنه يجب أن نتجاهلها تماماً».

### آسيا

#### كمبوديا
منذ أواخر أبريل 2017 على الأقل، تقوم تيمب. بيريسكوب، وهو تهديد مستمر متقدم مقره الصين، باختراق المنظمات الكمبودية المتعلقة بالانتخابات العامة لعام 2018. تضمنت الأهداف اللجنة الوطنية للانتخابات، ووزارة الداخلية، ووزارة الخارجية والتعاون الدولي، ومجلس الشيوخ في كمبوديا، ووزارة الاقتصاد والمالية. قام هذا التهديد المستمر بالتصيد الاحتيالي ضد مونوفيثيا كيم من حزب الإنقاذ الوطني الكمبودي، حيث بعثت برسائل تنتحل شخصية الرابطة الكمبودية لتعزيز حقوق الإنسان والدفاع عنها.

#### هونج كونج
وفقاً لوسائل إعلام فالون غونغ (تمرينات روحانية نشأت في الصين في عام 1992 بواسطة لي هونغجي) ذا ابوش تايمز والجماعات السياسية للديمقراطية، ترسل الصين جواسيس إلى هونج كونج لمضايقة المعارضين وممارسي الفالون غونغ. في عام 2012، وفقًا لـ «أورينتال ديلي»، تم اعتقال مسؤول بوزارة الأمن الصينية في هونغ كونغ للاشتباه في قيامه بدور عميل مزدوج للولايات المتحدة.

#### الهند
أبلغت الهند الشركات بهدوء أن تتجنب استخدام معدات الاتصالات السلكية واللاسلكية الصينية، خشية أن يكون لديها قدرات تجسس مضمنة فيها. كذلك، تعتقد دائرة الاستخبارات والتحليل الهندي أن الصين تستخدم عشرات المراكز الدراسية التي أقامتها في نيبال بالقرب من الحدود الهندية جزئياً لأغراض التجسس على الهند.
في أغسطس 2011، تم اكتشاف سفينة أبحاث صينية متنكّرة في شكل سفينة صيد قبالة ساحل ليتل أندامان، لجمع البيانات في منطقة حساسة جغرافيا.
حملة القرصنة الإلكترونية «لوككات» التي استهدفت اليابان والتبت استهدفت الهند أيضاً. تم دمج حصان طروادة في مايكروسوفت وورد ملف ظاهريا حول برنامج دفاع صواريخ الهند الباليستية، مما يسمح بالسيطرة عليها والسيطرة على خوادم للاتصال واستخراج المعلومات منها. وقد تم تعقب الهجمات بعد ذلك ليتبين إنها من قبل طالب دراسات عليا صيني من سيتشوان ويشتبه في أن الحكومة الصينية تخطط لهجمهات.
قام قراصنة صينيون مرتبطون بالإدارة الفنية الثالثة لجيش التحرير الشعبي بشن حملات قرصنة واسعة ومتواصلة ضد إدارة التبت المركزية، ومقرها دارامشالا.
في عام 2018، نشر جيش التحرير الشعبي البحري سفينة من طراز 815 جي إيلينت في المياه قبالة جزر أندامان ونيكوبار لمدة أسبوعين، وفقاً لتقرير صادر عن وكالات الاستخبارات الهندية.
في مارس 2019، أبلغت وكالات الاستخبارات الهندية وكالات الأنباء أن الصين كانت تحاول التجسس على القواعد البحرية الهندية، الواقعة في جنوب الهند ومنشأة اختبار الصواريخ المدمجة في نطاق التجارب المتكاملة الواقع في جزيرة عبد الكلام. كانت تحاول تحقيق ذلك عن طريق تأسيس أعمال تجارية صينية حول هذه المناطق.
في يونيو 2019، اكتشف قمر الاستطلاع الهندي أن القوى البرية لجيش التحرير الشعبي قد نشرت منطاداً جوياً مربوطاً بنظام رادار على قواعد إستراتيجية تقع في التبت لجمع المعلومات الاستخبارية عن قواعد أمامية هندية.

#### اليابان
وفقاً لتقرير صادر عن تريند مايكرو، تعمل مجموعة القراصنة الإلكترونية «لوككات» على التجسس الإلكتروني على أهداف في اليابان والهند والتبت. أثناء زلزال 2011 في توهوكو والتسونامي والانصهار النووي في فوكوشيما، أدرج القراصنة فيروس طروادة في مرفقات الكتب الإلكترونية مرتبطة برسائل البريد الكتروني التي يتم تعميمها وتحتوي على معلومات حول قياسات الجرعة الإشعاعية. تم ربط التحقيق في ملكية خوادم القيادة والتحكم من تريند مايكرو ونيويورك تايمز بالبرمجيات الخبيثة لغو كاييوان، من خلال أرقام كيو كيو (خدمه برامج المراسلة الفورية وبوابه الويب) والاسم المستعار.  السيد غو، هو طالب دراسات عليا سابق في معهد أمن المعلومات بجامعة سيتشوان في تشنغدو، كتب أطروحة الماجستير عن القرصنة الحاسوبية. يعتقد جيمس إيه لويس من مركز الدراسات الاستراتيجية والدولية أن الهجمات كانت برعاية الحكومة.

#### كازاخستان
في 19 فبراير 2019، قام ضباط مكافحة التجسس الكازاخستانية بالقبض على كونستانتين سيرويزكين، عميل سابق في المخابرات السوفيتية، في ألماتي، بتهمة نقل وثائق سرية للجواسيس الصينيين.

#### الفلبين
صرح رئيس فاير آي ترافيس ريس أن مؤتمر العصبة الذي ترعاه الصين، والذي تأسس في عام 2016، شارك في التجسس الإلكتروني ضد الفلبين، مستهدفاً المعلومات الأمنية ومعلومات الأمن القومي.

#### سنغافورة
تم طرد هوانغ جينغ، وهو أكاديمي في كلية لي كوان يو للسياسة العامة، من سنغافورة، بسبب عمله كعامل نفوذ لأجهزة الاستخبارات الصينية.
تم اختراق بيانات ساين هيلث الطبية من قبل المتسللين الصينيين المشتبه بهم في يوليو 2018.

#### كوريا الجنوبية
تدعي فاير آي (شركة تداول مقرها الرئيسي ملبيتيا، كاليفورنيا) أن عمليتا القرصنة الإلكترونية تعود للقيادة الصينية وقد أطلق عليها اسم تونتو تيم وستون باندا آي بي تي 10، حاولوا اختراق وزارة الخارجية الكورية الجنوبية والأهداف الأخرى المتعلقة بنشر هذه المنظمة وغيرها من الأهداف المتصلة بانتشار الجند في نظام ثاد (هي منظومة دفاع جوي صاروخي من نوع أرض-جو)
وذكرت الأنباء أن الصين تشارك في التجسس الاقتصادى على شركات تكنولوجية لكوريا الجنوبية، بما فيها شركة سامسونج للإلكترونيات وإس كي هينيكس.

### الولايات المتحدة الأمريكية
في 1 أغسطس 2020 ، أعلن دونالد ترامب التوقيع على رسالة تنفيذية لحظر تطبيق تدفق الفيديو TikTok في الولايات المتحدة حيث زعمت السلطات أن عملية التجسس قد تتم من أجل المخابرات الصينية من خلال التطبيق.